# گیم اند واچ

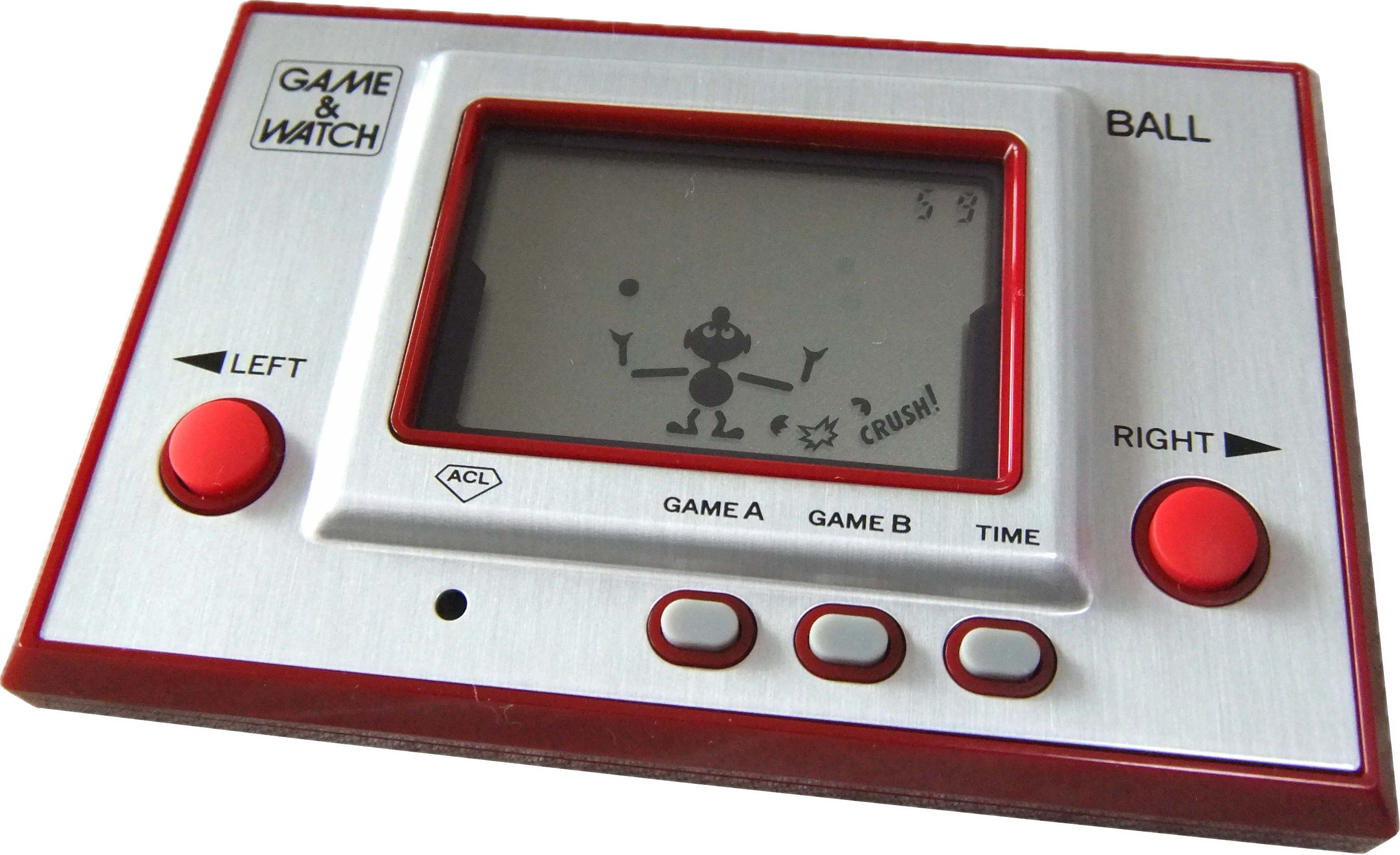
گیم اند واچ (بال)

گیم اند واچ (بازی و تماشا) مجموعه‌ای از بازی‌های الکترونیکی دستی است که توسط نینتندو توسعه داده شده است. اولین بازی آن بال که گونپی یوکوی طراحی شده بود، در سال ۱۹۸۰ منتشر شد و تولید اولیه این دستگاه‌ها تا سال ۱۹۹۱ ادامه یافت. نام بازی و تماشا نشان دهنده عملکرد دوگانه آنها است: یک بازی واحد که با یک ساعت دیجیتال روی یک صفحه نمایش کریستال ال سی دی مایع قطعه قطعه جفت شده است. سری بازی و تماشا با فروش ۴۳.۴ میلیون دستگاه در سراسر جهان، موفقیت چشمگیری را به همراه داشت و اولین موفقیت بزرگ جهانی نینتندو با یک کنسول بازی ویدیویی را رقم زد.